# 波尔多-蒙田大学
波尔多-蒙田大学（法語：Université Bordeaux-Montaigne），也称波尔多三大，是位于法国波尔多郊区的一所公立综合性大学。波尔多-蒙田大学是波尔多市两所大学之一，也是新阿基坦大区一所重要的大学。

## 历史
波尔多大学最早由罗马教宗恩仁四世建立，后与1793年关闭。1808年又由拿破仑重新建立。
波尔多-蒙田大学成立于1971年，是1896年成立的波尔多大学分拆后的一支。1991年波尔多三大改名为米歇尔·德·蒙田大学。2014年3月，米歇尔·德·蒙田大学与其他三所波尔多大学合并，改为现名波尔多-蒙田大学。

## 院系设置

### 教学与研究单位 UFR
2010年开学，学校共有三个教学与研究单位：
- 人道学院
- 语言与文明学院
- 环境通信学院

### 学院
- 波尔多-蒙田大学科技学院 IUT Bordeaux-Montaigne
- 波尔多阿基坦记者学院 Institut de journalisme Bordeaux Aquitaine
- 旅游与城市规划学院 IATU
- 信息通信科学学院 ISIC

### 博士研究生院
大学设由蒙田-人道博士生院，是由大学的原来两所博士生院合并而成。2009-2010学年度，学校公有800名博士生，90个课题。

### 跨学院机构
- 对外法语系 DEFLE
- 体育系 DAPS
- 波尔多大学出版社 PUB[5]